# Allacrotelsa
Allacrotelsa (лат.) — род примитивных насекомых семейства чешуйниц (Lepismatidae).

## Описание
Мелкие бескрылые насекомые (около 1 см). От близких родов Allacrotelsa отличаентся следующими признаками: макрохеты гладкие, уротергиты I и VIII с 2 + 2, II—VII с 3 + 3, IX и X с 1 + 1 щетинками, уростерниты со срединными и 1 + 1 латеральными гребнями; парамеры самца хорошо развиты и сочленённые.

## Палеонтология
Род Allacrotelsa был обнаружен в эоценовых балтийском и ровенском янтарях.

## Классификация
Род включен в состав подсемейства Heterolepismatinae Mendes, 1991. В составе рода следующие виды виды:
- †Allacrotelsa dubia  (Lucas, 1842)
- Allacrotelsa kraepelini (Escherich, 1905) — Балеарские острова, Греция, Ирак, Палестина, Сирия, Турция
  - =Ctenolepisma kraepelini Escherich, 1905
- Allacrotelsa taurica Kaplin, 2023 — Крым
- Allacrotelsa spinulata (Packard, 1873) — Мексика, США
  - =Lepisma spinulata Packard, 1873
  - =Lepisma mexicana Wygodzinsky, 1948
  - =Allacrotelsa mexicana (Wygodzinsky, 1948)